# Mozn Hassan
Mozn Hassan (sinh năm 1979) là một nhà vận động  nữ quyền ở Ai Cập. Sau khi sáng lập Nazra for Feminist Studies, cô tham gia vào các cuộc biểu tình của cách mạng Ai Cập năm 2011 và giúp đỡ những người bị tấn công tình dục vào thời điểm đó. Kể từ đó, cô vận động thành công những thay đổi trong Hiến pháp Ai Cập và luật về tội phạm tình dục để bảo vệ phụ nữ. Hassan đã được trao tặng giải thưởng Global Fund for Women’s inaugural Charlotte Bunch Human Rights  năm 2013 và giải thưởng Right Livelihood Awards, còn được xem như là "Giải thưởng Nobel Hòa bình" vào năm 2016. Cô hiện đang bị cấm đi du lịch và đóng băng tài sản của chính phủ Ai Cập vì bị cáo buộc vi phạm luật tài trợ nước ngoài.

## Thời gian đầu
Mozn Hassan được sinh ra ở Ả Rập Saudi vào năm 1979 với cha mẹ Ai Cập. Cha cô làm việc tại một trường đại học và mẹ cô là một học giả. Hassan phải đeo khăn che mặt ở Ả Rập Saudi từ năm 10 tuổi, trái với mong muốn của cô, cho đến khi gia đình trở về Ai Cập khi cô 14 tuổi. Cô có bằng tốt nghiệp về xã hội dân sự và nhân quyền tại Đại học Cairo và bằng thạc sĩ về nhân quyền quốc tế của Đại học Cairo của Mỹ. Hassan đã nói rằng mẹ cô đã truyền cảm hứng cho cô trở thành một nhà nữ quyền.

## Nhà vận động vì nữ quyền
Hassan thành lập tổ chức Nazra for Feminist Studies, một tổ chức vì quyền phụ nữ vào năm 2007 và làm giám đốc điều hành. Tổ chức này hoạt động để ghi nhận các vi phạm nhân quyền trên toàn quốc. Nazra đã tham gia tích cực vào các cuộc biểu tình tại Quảng trường Tahrir trong cuộc cách mạng Ai Cập năm 2011 và giúp đưa ra một phản ứng phối hợp đối với các vụ tấn công tình dục xảy ra ở đó. Cũng trong năm 2011, tổ chức này đã giúp thành lập một liên minh cho những người bán bánh mì ở Suez. Kể từ năm 2012, Nazra đã giúp 12 người sống sót sau khi bị hãm hiếp và các nhà hoạt động nữ quyền bị đe dọa tái định cư. Tổ chức này cũng đã hỗ trợ y tế và điều trị tâm lý cho hơn 60 nạn nhân bị tấn công tình dục và cung cấp tư vấn pháp lý cho hơn 100 phụ nữ bị quấy rối tình dục hoặc bị bắt do tham gia các cuộc biểu tình.
Nazra dưới sự điều hành của Hassan đã vận động thành công Hiến pháp Ai Cập 2014 để giải quyết các quyền của phụ nữ, để đưa ra luật chống quấy rối tình dục và mở rộng các luật hiện hành để che đậy tội phạm tình dục nhiều hơn. Tổ chức này điều hành một "trường nữ quyền" hàng năm để giới thiệu cho những người trẻ tuổi về các vấn đề liên quan đến giới và cố vấn cho phụ nữ trẻ từ khắp nơi các phạm vi trong chính trị. Tổ chức này cũng đã hỗ trợ 16 ứng cử viên nữ trong cuộc bầu cử quốc hội 2011-12, trong đó một người được bầu và năm ứng cử viên trong cuộc bầu cử năm 2015, trong đó một người được bầu. Nhóm cũng đã sản xuất một vở kịch, một cuốn truyện tranh và một nhóm nhạc toàn nữ. Nazra hiện có 20 nhân viên, làm việc với 12 nhóm nữ quyền trên cả nước.
Hassan thành lập Tổ chức Bảo vệ Nhân quyền Phụ nữ ở Trung Đông và Bắc Phi để cung cấp phương án chung cho các vi phạm quyền phụ nữ trong khu vực. Cô cũng đã giúp thành lập Caucus cho nữ Chính trị gia ở khu vực Ả Rập vào năm 2016.
Hassan đã được trao giải Global Fund for Women’s inaugural Charlotte Bunch Human Rightsnăm 2013. Hassan và Nazra đã được trao một trong những giải thưởng Right Livelihood Awards, thường được gọi là "Giải thưởng Nobel Hòa bình thay thế", năm 2016 "vì đã khẳng định sự bình đẳng và quyền của phụ nữ trong hoàn cảnh bị bạo lực, lạm dụng và phân biệt đối xử".

## Bị buộc tội vào năm 2016
Hassan đã bị thẩm vấn nhiều lần vì công việc của cô là một nhà hoạt động. Cô đã nhận được giấy triệu tập của cảnh sát Ai Cập trong khi phát biểu tại Ủy ban Liên hợp quốc về Tình trạng phụ nữ ở thành phố New York vào tháng 3 năm 2016. Cô bị buộc tội theo luật cấm cung cấp tài trợ hoặc viện trợ nước ngoài (dưới bất kỳ hình thức nào) cho các tổ chức phi chính phủ Ai Cập và phải đối mặt với bản án chung thân. Tài sản của cô và của Nazra đã bị đóng băng vào ngày 11 tháng 1 năm 2017 bởi Tòa án Hình sự Cairo. Kể từ khi trở về Ai Cập, cô đã bị ngăn không cho rời khỏi đất nước bởi lệnh cấm ra khỏi đất nước do tòa án ban hành.
Hành động của chính quyền Ai Cập đã bị lên án trong một tuyên bố chung của 43 tổ chức quyền phụ nữ, trong đó mô tả Hassan là "một nhà nữ quyền nổi tiếng... được biết đến với đóng góp to lớn của cô về xây dựng phong trào nữ quyền và chống bạo lực tình dục trong phạm vi công cộng". Một tuyên bố riêng được ký bởi 130 học giả tuyên bố rằng "chúng tôi coi cuộc điều tra [chống lại] Mozn Hassan là mối đe dọa trực tiếp đối với sự tham gia của nữ quyền và nhà hoạt động của Nazra cho Nghiên cứu Nữ quyền, công việc của họ tập trung vào việc tiếp tục và phát triển phong trào nữ quyền Ai Cập ". Lệnh cấm rời khỏi Ai Cập đã ngăn cô đến Stockholm để nhận giải thưởng Right Livelihood.